# Ramón Ferrer Garcés
Ramón Ferrer Garcés (Aitona, Segriá, 18 de octubre de 1803-Barcelona, 1 de enero de 1872) fue un médico y político español.

## Biografía
Hijo del cirujano Antoni Ferrer Castro, fue hermano del abogado y político republicano Miquel Ferrer Garcés. En 1831 se doctoró en Medicina en la Universidad de Cervera y militó en las filas del Partido Progresista. En 1834 obtuvo la cátedra de Patología y Medicina Operatoria del Colegio de Cirugía de Barcelona. Apoyó la revuelta de las bullangues,  en julio de 1835, alentando a sus alumnos a alistarse a las milicias rebeldes, razón por la cual fue deportado un tiempo a  La Habana. Fue escogido diputado a las elecciones a Cortes españolas de 1836 y 1839 por las circunscripciones de Lleida y Barcelona respectivamente, y alcalde de Barcelona por el Partido Progresista entre enero y noviembre de 1841 y entre septiembre y noviembre de 1854. Durante su mandato defendió el derribo de las murallas de la Ciudadela.
De 1845 a 1872 fue el primer catedrático de medicina legal, toxicología e higiene pública de la Universidad de Barcelona. También fue presidente del Ateneo Catalán en 1863 y vicepresidente de la Academia de Medicina de Barcelona (1853-1854). Escribió algunos trabajos médicos de referencia.

## Obras
- Consideraciones sobre el estudio práctico de la cirujía (1839)
- Fragmento Toxicológico (1846)
- Tratado de medicina legal (1848).